# Марвін Лінке
Марвін Лінке (нім. Marvin Linke; 9 червня 1992, м. Ганновер, Німеччина) — німецький актор.

## Життєпис
Після гостьових виступів у таких спектаклях, як «Птахолов», «Лютер», «Гроссштадтрейдер» та «Комісар Штольберг», він отримав головну роль у мильній опері «Під нами» у 2009 році.
Паралельно і згодом неодноразово знімався в інших телевізійних і кінофільмах, зокрема, виконав одну з головних ролей у п'яти кінофільмах «Східний вітер» про коня Оствінда.

## Фільмографія
| Рік        | Українська назва                   | Оригінальна назва                        | Роль              |
| ---------- | ---------------------------------- | ---------------------------------------- | ----------------- |
| 2005       |                                    | Zwei gegen Zwei                          |                   |
| 2006       |                                    | Der Seehund von Sanderoog                |                   |
| 2007       |                                    | Kommissar Stolberg                       |                   |
| 2008       |                                    | Lutter                                   |                   |
| 2008       |                                    | Die Pfefferkörner                        |                   |
| 2008       |                                    | Die Gerichtsmedizinerin                  |                   |
| 2010–2016  |                                    | Unter uns                                |                   |
| 2010       |                                    | Großstadtrevier                          |                   |
| 2013       | Східний вітер                      | Ostwind                                  | Сем, головна роль |
| 2014       |                                    | Nicht mein Tag                           |                   |
| 2015:      | Східний вітер 2                    | Ostwind 2                                | Сем, головна роль |
| 2016       |                                    | No Future war gestern!                   |                   |
| 2016       |                                    | Verdammt verliebt auf Malle              |                   |
| 2016       |                                    | Der Lehrer                               |                   |
| 2017       | Східний вітер 3: Спадщина Ори      | Ostwind: Aufbruch nach Ora               | Сем, головна роль |
| 2017       |                                    | In aller Freundschaft – Die jungen Ärzte |                   |
| 2017       |                                    | Club der roten Bänder                    |                   |
| 2018, 2020 |                                    | Das Boot                                 |                   |
| 2019       | Східний вітер 4: Легенда про воїна | Ostwind – Aris Ankunft                   | Сем, головна роль |
| 2019       |                                    | SOKO Stuttgart                           |                   |
| 2020       |                                    | SOKO München                             |                   |
| 2020       |                                    | Rosamunde Pilcher                        |                   |
| 2021       | Східний вітер 5: Великий ураган    | Ostwind – Der große Orkan                | Сем, головна роль |
| 2021       |                                    | In aller Freundschaft                    |                   |